# Лила (Доктор Ху)
Лила (енгл. Leela) измишљени је лик у британској научнофантастичној телевизијској серији Доктор Ху који је тумачила Луиз Џејмсон. Била је сапутница Четвртог Доктора и један од главних ликова у серији од 1977. до 1978. године. Лила се појавила у девет прича (40 епизода).

## Појављивања

### Телевизија
Лила је била Солеова ћерка. Први пут се појављује у серијалу Лице зла из 1977. године. Она је ратница дивљег племена Севатима која је била међу потомцима посаде земаљског брода из Мордијске експедиције који се срушио на неименовану планету у далекој будућности. Име племена је искривљено од "анкет тим". Доктор је у овом тренутку био задовољан што путује сам, али је Лила упала у ТАРДИС и наставила да га прати на његовим путовањима.
Иако племенита дивљакиња, Лила је била веома интелигентна, лако је схватала напредне концепте и преводила их у изразе са којима је могла да се носи. Упркос Докторовим покушајима да је „цивилизује”, Лила је била довољно јака да настави својим путем. Обично се облачила у животињске коже, а била је наоружана ножем или комплетом отровних Јанисових трња које није оклевала да користи на људима који су јој претили, на велико негодовање Доктора. Често је показивала веома прецизан осећај опасности.
На својим путовањима са Доктором, Лила се суочила са роботима убицама (Роботи смрти), убојитим хомункулујима (Канџе Венг-Ћанга), Рутанским вођом (Ужас Фенг Рока) и сонтараначком најездом на Докторову матичну планету Галифреј. Током ове последње пустоловине у Најезди времена она упознаје и заљубљује се у Андреда, рођеног Галифрејанца, и одлучује да остане да би била са њим. Први К9 остаје са њом. Овај излаз за њен лик настао је пошто је Луиз Џејмсон објавила да намерава да напусти серију.
Након њеног одласка, поменута је у серији у два наврата. У Пуном кругу када је Доктор веровао да се вратио на Галифреј признаје: „Тако се радујем што ћу видети како се слажу Лила и Андред“. На крају коначно стиже на Галифреј у Луку бесконачности пита за њом: „Реци ми, шта је са мојом бившом сапутницом Лилом?” Доктору је речено да је она „добро и веома срећна“, на шта он одговара „Јако ми је жао што нисам стигао на њену свадбу“.

### Други медији
Џејмсонова је поновила улогу Лиле на екрану у добротворном специјалу Величине у времену из 1993. године.
Лилин живот на Галифреју је истражен у различитим огранак медијима. У роману Невиних нових пустоловина Лангбаро аутора Марка Плата, Лила и Андред чекају дете, прву природно зачету бебу на Галифреју већ миленијумима. Када је Доктор то сазнао, замолио ју је да га назове по њему. Плат је објаснио да је ово требало да указује на временску петљу у којој хибридно дете постаје Друго, а потом и Доктор, објашњавајући своје полуљудско порекло у ТВ филму из 1996.
Џејмсонова је дала глас овом лику у низу од шест аудио драма продукције „Big Finish” смештених на Галифреју, поред Лале Вард као Романе и Џона Лисона као К9. У аудио серији Галифреј, Лила делује као Романина телохранитељка, саветница и пријатељица. Бити у присуству биологије Временских господара продужава Лилин животни век, одржавајући је местимично младом. Међутим, ако би их икада напустила, брзо би остарила до смрти. У Галифреју, Лила и Андред се раздвајају пошто је Андред лажирао своју смрт да би се убацио у Небеску интервентну агенцију (он се регенерисао и опонашао човека који је покушао да га убије, не узимајући у обзир како ће његови поступци утицати на Лилу). Андред је касније убијен, а Лила је ослепљена током галифрејачког грађанског рата, што је такође довело до уништења њене варијанте К9 (оригинала). Затим је извучена из времена како би избегла да не погине са остатком Галифреја. Она прати Роману кроз неколико алтернативних универзума, враћајући вид на једно око гутањем вампирске крви, а јединствена физиологија јој омогућава да буде физички побољшана без да искуси негативне психичка споредна дејства. Она се на крају враћа у свој првобитни универзум са Романом на време да спасе њихов Галифреј.
Године 2011. Лила се придружила глумачкој екипи другог серијала Џага и Лајтфута где је шаље Романа да истражује временске прекиде у викторијанском Лондону. Исте године, Џејмсонова је поновила улогу Лиле заједно са Томом Бејкером као Четвртим Доктором низу аудио драма за „Big Finish”. Ове драме су почеле да се пуштају у јануару 2012. и представљају адаптације прича планираних за ТВ које никада нису произведене, као и изворне приче смештене у јазу између Канџи Вен Ћанга и Ужаса Фенг Рока. Лила се такође појавила у неколико Ранијих Докторових пустоловина, укључујући четири романа Криса Бохера који је упарује са Четвртим Доктором са којим се такође појављује у краткој причи Филипа Рива из 2013. „Корени зла“ (у којој се Четврти Доктор и Лила баве последицама стања које је створио Једанаести Доктор).
Наизглед преживевши Временски рат, Лила се појављује у трилогији аудио-прича Сапутничких хроника у којима стари годину дана без Господара времена. У Катализатору, старију Лилу испитује ратник З'Наи како би сазнао које тајне она може знати о легендарном „изгубљеном свету“ (вероватно Галифреј) и прича приче о својој прошлости детету затвореном у соби. У свом последњем аудио снимку Временски вампир она се присећа како је К9 улетео у Временски вртлог и имала је визију „древне“ жене. Када је испричана њена прича и осетила се спремном да умре, К9 се изненада појавио пред њом, ослободио је и одвео њену душу до следеће фазе.
Године 2017. Џејмсонова се појавила као Лила заједно са Џоном Хертом као Ратним Доктором, ретроактивним 'Деветим' Доктором који се борио у Временском рату, у аудио серији Ратни Доктор. У овом аудио снимку се наводи да је Лила изгубљена у раној бици у Временском рату, али да ју је заправо ударио Далек сметња који је намеравао да је избрише са свих алтернативних временских токова само због неодређених чинилаца – што се наговештава да је то Лилина снага воље – да привуче Лилу назад у овај универзум, али је сада приморана да трпи сећања на све могуће алтернативне путеве којим је њен живот могао да иде и нема начина да утврди који је истинит. Пошто је помогао Лили да запечати величински расцеп, Ратни Доктор је успео да искористи ТАРДИС да доведе Лилина сећања у ред.
Касније 2017. Џејмсонова се као Лила појавио у аудио запису Петог Доктора Време у канцеларији када је Пети Доктор позван на Галифреј да преузме улогу председника да стабилизује Галифрејево слабо политичко стање након Борусиних обмана („Пет Доктора“). Лила помаже његовој тренутној сапутници Теган Јованки да пронађе рупу која јој омогућава да остане на Галифреју са њим, у суштини делујући као Докторова телохранитељка и саветница док се не врати на своја путовања.
Године 2024. Џејмсонова је поновио улогу Лиле у завршним тренуцима Временског рата у Лили против Временског рата, званичном кратком филму Доктора Хуа на Јутјубу који је најавио да ће 15. сезона класичнс серије бити објављена на Блу-реју.

## Карактеризација

### Концепт
Лик Лиле су први осмислили продуцент Филип Хинчлајф и уредник сценарија Роберт Холмс. Желели су сапутницу по узору на Елизу Дулитл (из Пигмалиона) Џорџа Бернарда Шоа, бистру, али непрефињену примитивку која ће учити од Доктора. Сценариста Крис Бохер је поднео предлог приче под називом Менторска завера у којој се налази лик по имену Лила који одговара Хинчлајфовим и Холмсовим идејама. Бохер је том лику дао име по палестинској отмици Лејли Калед.
Иако Менторска завера није произведена, Бохер је поново употребио лик Лиле за Дан када је Бог полудео – касније преименован у Лице зла – видећи је као мешавину Еме Пил (из Осветника) и Лејле Калед. Бохера је затражено да напише два краја за Лице, један у којем је Лила отишла са Доктором, а други у којем је остала. Одлука да Лила постане сапутница донета је убрзо након тога. Често понављана прича (такође наведена у коментару на ДВД-у Роботима смрти) је да је Лилина оскудна кожна одећа била веома популарна међу „татама“ због чега су они гледали програм.

### Избор глумице
Према званичном ДВД издању приче Лице зла 2012. године, Луиз Џејмсон је добила улогу Лиле у избору од 26 других глумица које су биле на аудицији између 10. и 25. августа 1976. Емили Ричард је била први избор продуцента Филипа Хинчлајфа, али када се показала недоступном, Силија Фоук, Колет Глисон, Елејн Донели, Гејл Гренџер, Белинда Синклер, Ен Пенингтон, Сали Гисон, Памела Салем, Керол Лидер, Хедер Тобијас, Мерилин Галсворти, Кетрин Горхихи, Детерин Фејр, Дебора Фејр, Лоис Ханц, Белинда Лоу, Гејл Харисон, Мишел Невел, Филипа Вјзи, Су Џоунс-Дејвис, Лидија Лисел, Џенет Едис, Сузан Вулдриџ и Керол Дринквотер су виђене за улогу. Последњих пет глумица ушло је у ужи избор са Луиз Џејмсон и све су опозване. Аудиције су се одвијале у групама од осам глумица, а Џејмсонова је била међу првима. Пошто Том Бејкер није био доступан за њену аудицију, редитељ Пенант Робертс је играо улогу Доктора. Џејмсонова је добила улогу 26. августа 1976. Упркос томе што није била у коначном ужем избору, Памела Салем је добила малу гласовну улогу у Лилиној дебитантској причи Лице зла након чега је уследила значајна улога у следећој причи Роботи смрти.
Иако су Џејмсонове очи природно плаве, Лила је у почетку носила црвена контактна сочива да би била смеђа. Међутим, контактна сочива су јој озбиљно ограничила вид, а продуцент Грејем Вилијамс јој је обећао да може престати да их носи. Да би објаснио промену у причи, сценариста Теренс Дикс написао је сцену у серијалу Ужас Фенг Рока из 1977. у којој Лилине очи трпе „расипање пигмента“ и постају плаве пошто је видела прасак рутанског брода.
Тому Бејкеру се није допао Лилин концепт лика јер је сматрао да је превише насилна. Џејмсонова извештава да је био хладан према њој током првих неколико прича које су радили заједно. На крају, током снимања серијала Ужас Фенг Рока, она је наваљивала на вишеструким снимцима сцене у којој је он више пута раније улазио на сцену чиме је надмашио њену улогу. Чини се да је овај догађај повећао Бејкерово поштовање према њој, а њихов радни однос се након тога значајно побољшао. Осим што се осећала да је Бејкер био „такмичарски“, Џејмсонова је усред свог времена у серији патила од мононуклеозе, а такође је била алергична на суви лед.
Грејем Вилијамс је понудио да препише крај Најезде времена како би Лила могла да остане, али је Џејмсонова одбила јер је већ била посвећена представи Млетачки трговац. Џејмсонова је такође била позвана да се врати на целу сезону када је Питер Дејвисон постао Доктор и олакшала прелаз, али је желела да учествује само у једној причи.

## Наслеђе
Лик из Светиње Лила Ломакс добила је име по Лили из Доктора Хуа.
Лик из Футураме Туранга Лила такође је добила презиме по Лили. Ово је потврдио ко-творац Мет Гроенинг у ДВД коментару серије.